# Voies libres sur l'Europe
Pour plus de détails, voir Fiche technique et Distribution.
Voies libres sur l'Europe est un documentaire réalisé par Vittorio Gallo, sorti en 1955. Ce film traite de la coopération européenne dans le domaine des chemins de fer, à la suite de la création de la Communauté européenne du charbon et de l'acier (CECA).

## Synopsis
L'amélioration des réseaux ferroviaire ainsi que des infrastructures ferroviaires a permis la facilitation des déplacements des personnes ainsi que des transports de marchandises lors des voyages par trains en Europe. 

## Fiche technique
- Titre français : Voies libres sur l'Europe
- Titre original : Sui binari d'Europa
- Réalisation : Vittorio Gallo
- Photographie : Francesco Vitrotti
- Montage : Giuilia Fontana
- Effets sonores : Piero Angeini
- Société de production : Gallo Productions, Rome
- Société de distribution : United States Information Service
- Pays d'origine : États-Unis
- Langue originale : anglais
- Genre : Documentaire politique
- Format : Noir et blanc - 16mm
- Durée : 10 minutes
- Date de sortie : 1955